# Anthony Cooper
Anthony Cooper je fiktivní postava ze seriálu Ztraceni.

## Před havárií
Cooper byl známý podfukář, který spáchal několik zásadních zločinů - jeho přezdívky byly také Alan Seward, Ten McLaren, Tom Sawyer nebo Louis Jackson. Kdysi také pod přezdívkou Sawyer nepřímo způsobil smrt rodičů Jamese "Sawyera" Forda, když jeho matku obral o všechny peníze. O svého syna se Anthony Cooper nikdy nestaral, setkali se až když byl Locke dospělý. Cooper se o něj začal starat – potřeboval jeho ledvinu pro transplantaci. Když dosáhl svého, Locka opět opustil, což jeho syn těžce snášel. Jejich spory došly až tak daleko, že když mu Locke vyhrožoval, Cooper ho při rvačce vyhodil z okna a způsobil mu tak jeho upoutání na vozík.

## Po havárií
Na ostrově se poprvé objevil až coby zajatec Druhých. Locke ho nedokázal zabít, ačkoli mu to Ben nabízel, to se povedlo, až když Locke přivedl Sawyera a ten se dozvěděl jeho pravou identitu. Sawyer ho poté uškrtil řetězem.